# Magnus Von Dreiager
Magnus Von Dreiager (født 31. maj 1998 i Virum) er en dansk politiker, der var landsformand for Konservativ Ungdom fra 2020 til 2022. Pr.  2023 er han 2. viceborgmester for Det Konservative Folkeparti i Lyngby-Taarbæk Kommune og regionsrådsmedlem i Region Hovedstaden. Derudover var han landsformand for Konservative Studerende fra 2022 til 2023.

## Civil karriere
Magnus Von Dreiager blev student fra Virum Gymnasium i 2017. Han startede på Københavns Universitet i 2019, hvor han opnåede en bachelorgrad i jura i 2022 og på nuværende tidspunkt er ved at uddanne sig til cand.jur. I april 2018 stiftede han livstilsbutikken Deluxe Home, som han drev i fem år med butik og webshop, inden den lukkede i 2023.

## Politisk karriere
Ved kommunalvalget i 2017 blev han valgt som det yngste kommunalbestyrelsesmedlem nogensinde i Lyngby-Taarbæk.
Han meldte sig ind i Konservativ Ungdom og Det Konservative Folkeparti i 2015. Som følge af sit valg til kommunalbestyrelsen trådte han i starten af 2018 tilbage som formand for Lyngby-Taarbæk Konservative Ungdom, hvor han inden da havde været formand. På Konservativ Ungdoms Landsråd i august 2020 blev han valgt som ny landsformand for organisationen. En post han fratrådte igen i marts 2022, hvor han blev efterfulgt af Christian Holst Vigilius som landsformand. Kort inden blev han landsformand for Konservative Studerende. En post han bestred i halvandet år, inden han valgte ikke at genopstille i oktober 2023.
Ved kommunalvalget i 2021 blev han genvalgt med et stemmetal på 559, tredjeflest personlige stemmer på den konservative liste. Efterfølgende blev han udpeget som ny 2. viceborgmester i Lyngby-Taarbæk Kommune. Magnus Von Dreiager stillede samtidig op til regionsvalget i Region Hovedstaden i 2021, hvor han blev valgt med 2.195 personlige stemmer.
I marts 2022 blev han opstillet til folketingsvalget 2022 i Ballerupkredsen. Han blev med 454 stemmer ikke valgt ind.